# Ирмтрауд Моргнер
Ирмтрауд Моргнер (на немски: Irmtraud Morgner), с цяло име Ирмтрауд Елфриде Моргнер, е немска писателка, романистка, един от значимите автори на Германската демократична република. Член е на ръководството на Съюза на писателите в ГДР.

## Биография
Ирмтрауд Моргнер е дъщеря на локомотивен машинист. През 1952 г. полага матура в Кемниц и до 1956 г. следва германистика и литературознание в Лайпцигския университет. От 1956 до 1958 г. е сътрудник в редакцията на списание „Нойе дойче литератур“. След 1968 г. става писател на свободна практика.
След няколко прозаични творби в стила на социалистическия реализъм Ирмтрауд Моргнер успява през 1968 г. да привлече интереса на читателската публика в ГДР с романа си „Сватба в Константинопол“. Тук Моргнер за първи път създава виртуозна смесица от фантастика и реалистично описание на всекидневието от феминистична гледна точка. Това се превръща в нейна „запазена марка“. С необикновено широко разгърнатия роман „Животът и приключенията на трубадурата Беатрис“ (1974), както и с продължението му „Аманда“ (1983), Ирмтрауд Моргнер постига голямо признание сред читателките в ГДР, а също и във ФРГ.
През 80-те години писателката има възможност да пътува често на Запад, също в САЩ и Швейцария, където през 1987/88 г. е гост-прифесор в Цюрихския университет. Заплануваната трета част от романовата трилогия остава незавършена поради заболяването на писателката от рак през 1987 г. Фрагменти от творбата излизат посмъртно под заглавие „Героичното завещание“.
От 1972 до 1977 г. Ирмтрауд Моргнер има втори брак с писателя Паул Винс, който донася за нея като таен сътрудник на ЩАЗИ.

## Награди
- 1975: „Награда Хайнрих Ман“ на Академията по изкуствата на ГДР
- 1977: „Национална награда на ГДР“ (трета степен)
- 1985: „Награда Розвита“ на град Бад Гандерсхайм
- 1989: „Каселска литературна награда“ за гротесков хумор